# Gåstjärnarna (Kalls socken, Jämtland, 705752-138042)
Gåstjärnarna är en sjö i Åre kommun i Jämtland och ingår i Indalsälvens huvudavrinningsområde.